# Человек в медведе
Человек в медведе (англ. The Man in the Bear) — четвёртый эпизод первого сезона американского телесериала «Кости». Премьера серии состоялась 1 ноября 2005 года на канале Fox. Доктор Бреннан и агент Бут расследуют смерть человека, рука которого была найдена в желудке медведя.

## Сюжет
К ужасу Бреннан, Бут, с разрешения доктора Гудмана, берёт её в маленький городок Аврора, штат Вашингтон. В лесу, при вскрытии убитого медведя, были обнаружены останки руки человека. С фотографии, присланной в институт, доктор Бреннан поняла, что руку отрезали прежде чем её съел медведь.
Прибыв в Аврору, Бут и Бреннан встретились с шерифом и местным врачом. Возможной жертвой является молодой мужчина, но пропавшей без вести числилась только женщина — Энн Нойес. Темперанс посылает останки руки в Джефферсонский институт, где её помощник, Зак Эдди, находит на костях следы от укусов зубами человека. Бреннан предположила, что убийца — каннибал. Так как убийца должен болеть прионной болезнью, Бреннан посещает местного коронера доктора Эндрю Ригби, что спросить, не встречал ли он пациентов с симптомами данной болезни. Ригби ответил, что не встречал.
Вернувшись в лабораторию, Джек Ходжинс исследовал кал медведя, который прислала Бреннан, и обнаружил кусочек человеческой кожи с татуировкой. Анджела Монтенегро восстановила рисунок, на котором было изображены символы, изображающие солнечный мотив Хайда. Теперь с помощью татуировки шериф сможет определить личность человека по базе данных пропавших без вести. Жертвой оказался Адам Лэнджер, который, согласно шерифу, часто сопровождал лесничего Шермана Риверса в осмотрах лесных угодий. Но при появлении шерифа в сопровождении Бута и Бреннан, Риверс сбегает. В его холодильнике было обнаружено много замороженного мяса, предположительно человеческого.
Они находят Риверса на следующее утро в лесу. По результатам анализов мяса, оказавшегося медвежьим, Бут и Бреннан убеждены, что он браконьер, но не людоед. В лесу они находят изменённую версию колеса медицины и двух трупов, принадлежащих Адаму Лэнджеру и Энн Нойес, у которой отсутствовало сердце.
На основании образования жировоска Бреннан установила, что Энн Нойес мертва неделю. Узнав, что Лэнджер встречался с доктором Дэниз Рендалл, Бут с напарницей взяли слепки её зубов. Тем не менее, Бреннан отметила, что у Рендалл не было мотива убивать Лэнджера. Зак обнаружил в груди Энн Нойес следы от расширителей грудины, которые используют врачи. Она понимает, что убийцей является Ригби. Вместе с Бутом Бреннан спешит к нему в офис, где застаёт за кремацией тел Нойес и Лэнджера. Темперанс оглушает Ригби больничным судном.

## Музыка
В эпизоде использованы следующие треки:
- Looking at the world from the bottom of a well - Майк Даути
- Big Me - Питер Химмельман

## Рейтинг
Четвёртый эпизод телесериала, транслируемого в 8 часов вечера по Североамериканскому восточному времени, посмотрело 7.99 миллиона человек.

## Производство
Основные съёмки серии проходили около вулкана Рейнир, штат Вашингтон и у рек Мерсед и Хаф-Доум в Национальном парке Йосемити, Калифорния.